# Lü Yiyu
Lü Yiyu (吕亦瑜S, Lǚ YìyúP; Guangdong, novembre 1973) è un pilota di rally e imprenditore cinese.

## Biografia
Nel 2001 ha vinto il South China Cross-Country Challenge Championship e si è piazzato secondo nel Guangdong Cross-Country Rally. Nel 2002 ha fondato il marchio sportivo "Life Unlimited", che al 2023 conta oltre 100 negozi in Cina. Nel 2010 ha guidato l'omonimo team alla vittoria nel China Formula Grand Prix. Nel 2024 ha preso parte con il figlio Lü Jingxi all'EcoRally Cup China, ottenendo il nono posto nella regolarità (il primo fra gli equipaggi cinesi).